# Thurndorf (Kirchenthumbach)

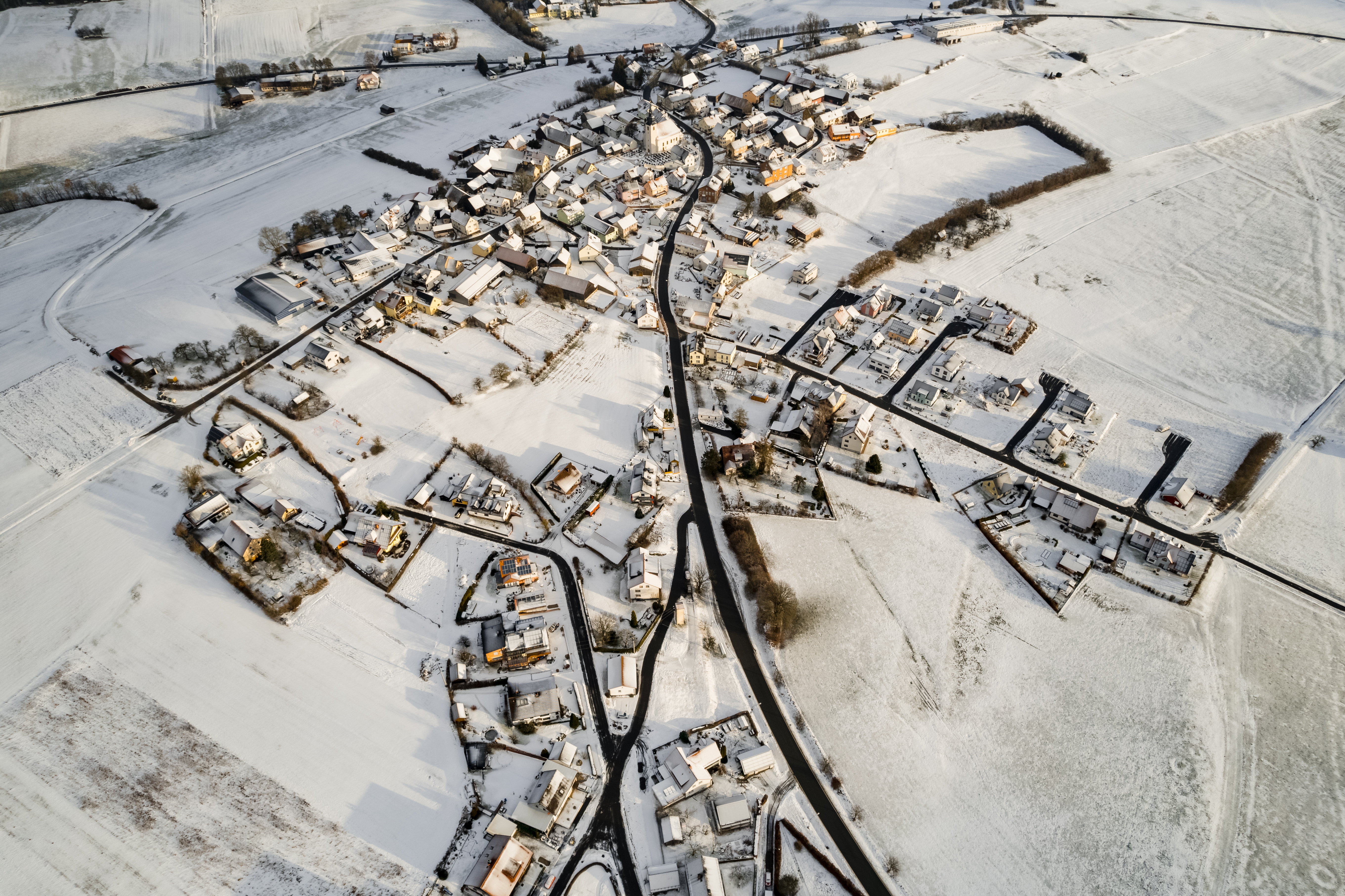
Thurndorf, Luftaufnahme Winter (2022)

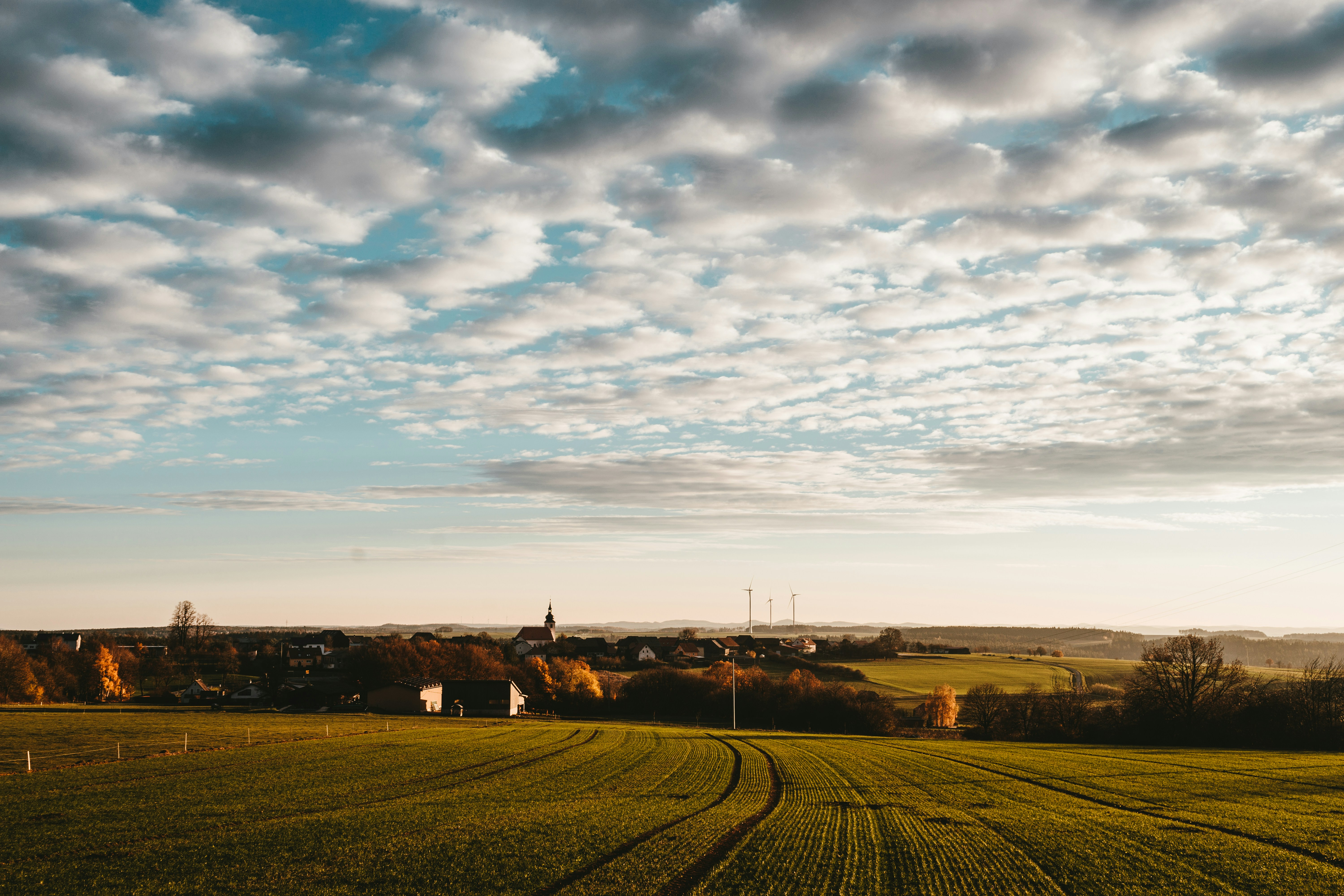
Blick auf Thurndorf (Kirchenthumbach, Blickrichtung Süden, 2018)

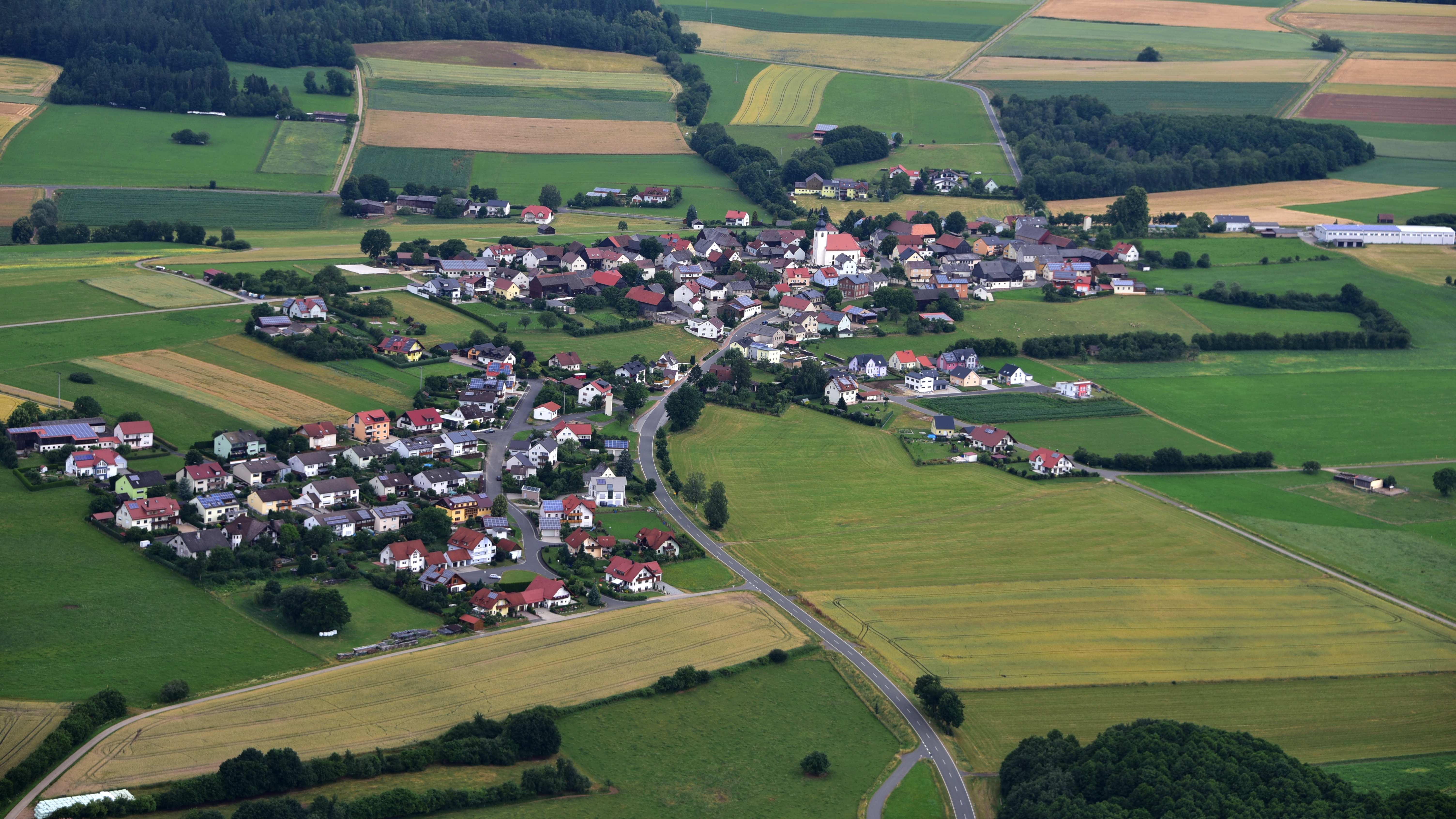
Thurndorf, Luftaufnahme (2016)

Thurndorf ist ein Dorf im Oberpfälzer Landkreis Neustadt an der Waldnaab und ein Gemeindeteil des Marktes Kirchenthumbach.

## Lage
Das Pfarrdorf Thurndorf liegt am Fuß des Kitschenrainbergs, der mit 647 m ü. NHN neben dem Ossinger die höchste Erhebung des Frankenjuras ist. Thurndorf liegt ungefähr einen Kilometer entfernt von der Grenze zwischen der Oberpfalz und Oberfranken. Die in westlicher Richtung nächstgrößere Stadt ist Pegnitz. In Richtung Osten ist die nächste größere Ansiedlung der Markt Kirchenthumbach.

## Geschichte
Thurndorf entstand aus dem slawischen Dorf Wünschendorf (heute eine Wüstung zwischen Thurndorf und Sassenreuth). Die Sulzbacher erbauten zur Grenzsicherung zwischen Franken und Bayern bei ihrem Vordringen durch das Gebiet eine turmartige Burg am höchsten Punkt von Thurndorf, dort, wo sich der neue Teil des Thurndorfer Friedhofs befindet. Bald darauf siedelten einige Bauern aus dem ehemaligen Wünschendorf zur sichereren Burg über und waren dort bei Einfällen Fremder, die meist auf Raub aus waren, sicher. Da diese Siedlung eine turmartige Burgbefestigung hatte, nannten die Bewohner sie „das Dorf um den Turm“, also „Turmdorf“, woraus später Thurndorf entstand.
Die beiden Siedlungen Wünschendorf und Thurndorf sind ein wichtiges Zeugnis der Vorbesiedlung durch Slawen in der ganzen Region und in der Oberpfalz und des Landesausbaus der Franken vor über tausend Jahren.
Wegen Platzmangels am alten Thurndorfer Friedhof sah sich der Pfarrgemeinderat in der Pflicht, den Friedhof erweitern zu lassen. Als ein landwirtschaftliches Anwesen neben dem alten Friedhof 1998 abgerissen wurde, kamen Reste der Burg Thurndorf zum Vorschein. Der Turmstumpf mit seinen über drei Meter dicken Mauern aus Kalksteinblöcken war noch über ein Geschoss erhalten. Im landwirtschaftlichen Betrieb wurde er als Scheune bzw. Stall benutzt. Allerdings wurden die historischen Reste mit schwerem Gerät beseitigt. Als ein Zeitungsartikel das Bayerische Landesamt für Denkmalpflege auf den Plan rief, war es schon zu spät; der romanische Turmstumpf war nahezu völlig bis auf Erdbodenhöhe unwiederbringlich zerstört. Grabungen des Archäologen Mathias Hensch brachten sensationelle siedlungsgeschichtliche Ergebnisse und man entschloss sich, auch den westlichen Teil genauer anzusehen. Der damalige Thurndorfer Pfarrgemeinderat ließ allerdings mit Baggern das Erdreich entfernen und einen Bodenaustausch im westlichen Burgbereich vornehmen und zerstörte so dieses Bodendenkmal der regionalen Siedlungsgeschichte.
Der Name der Vorgängersiedlung Wünschendorf oder auch Windischendorf leitet sich ab von den Wenden oder auch Winden – eine Bezeichnung für einen slawischen Stamm, die sich noch in Ortsbezeichnungen wie Windischeschenbach oder Windischenlaibach erhalten hat. Nachdem die Höfe durch Hussiteneinfälle um 1430 weiter dezimiert worden waren, blieb nur noch einer übrig, der als Schafhof genutzt wurde. In dieser Zeit nannte man den Ort nur noch Windischenhof. Auch dieser Hof wurde im Dreißigjährigen Krieg endgültig zerstört.
1655 verkaufte die Regierung den nunmehr kurfürstlichen Schafhof Wünschenhof mit 90 Tagwerk Feldern und 40 Tagwerk Wiesen um 200 Gulden an mehrere Thurndorfer Bürger, die den Hof zertrümmerten. Die Felder wurden nach Thurndorf gezogen, die Gebäude dem Verfall preisgegeben, die Ortschaft Wünschendorf verschwand.
Heute erinnern nur noch ein Wünschendorfer Weg bzw. eine Wünschengass an das alte Dorf.

## Zustand heute

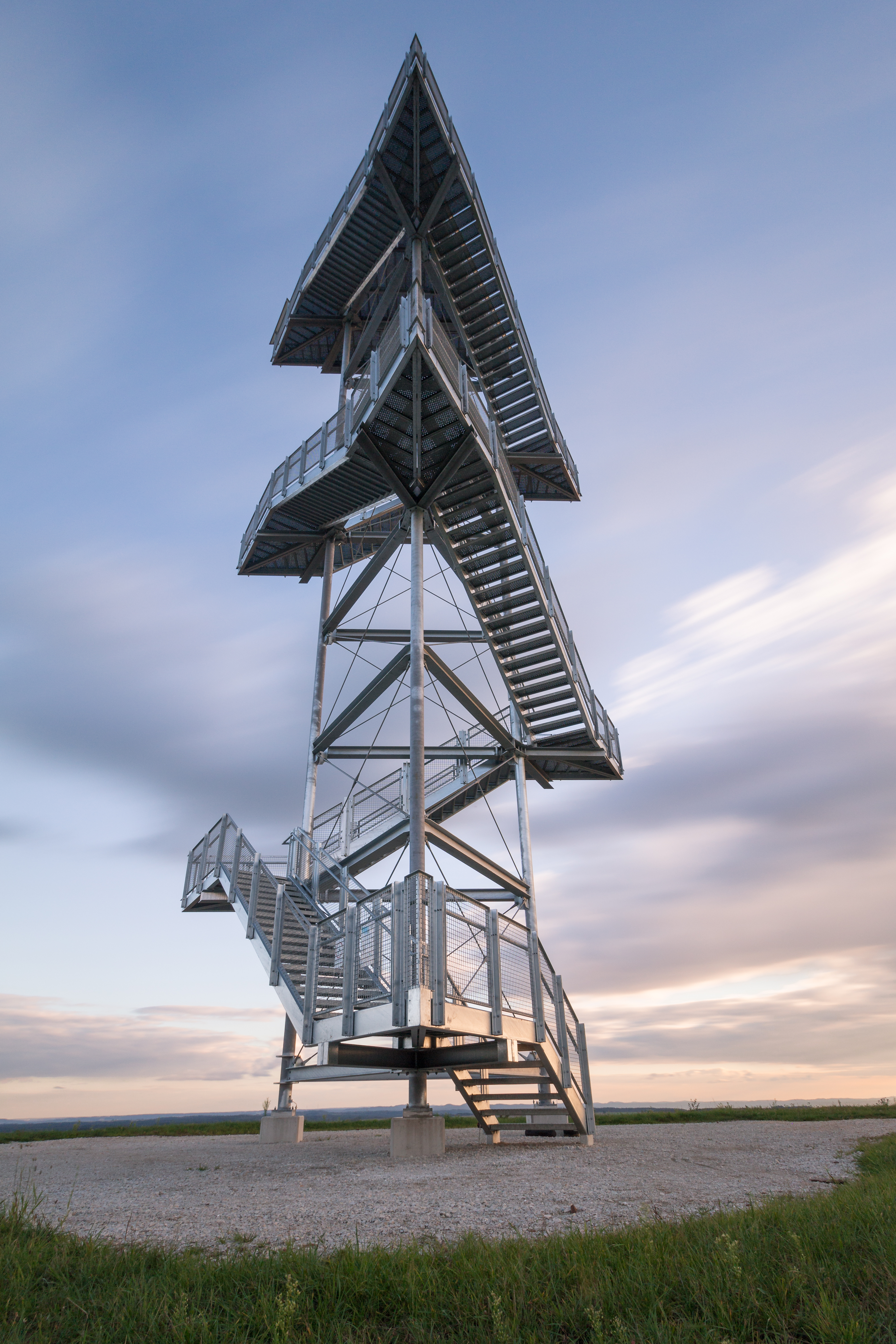
Aussichtsturm Thurndorf

Thurndorf ist ein kleines Dorf. Es hat etwa einhundertfünfzig Häuser, in denen 700 Personen leben (Stand: September 2023). Im Norden existiert eine Aussiedlung, Bau genannt. Im Nordwesten von Thurndorf befindet sich ein Funkturm. Auf dem Kalvarienberg (642 m) nordöstlich des Ortes steht seit 2015 ein etwa 25 m hoher stählerner Aussichtsturm. Etwa im Zentrum des Dorfes steht die römisch-katholische Pfarrkirche St. Jakobus, der eine weitreichende Geschichte zugrunde liegt.
Thurndorf gehört seit Pfingstsonntag 2006 zum Seelsorgebereich Auerbach-Pegnitz.

### Theophilusglocke
Die Theophilusglocke ist eine der ältesten Glocken in ganz Deutschland. Sie wurde im zweiten Viertel des 12. Jahrhunderts von Wolfger (Inschrift: „Wolfgerus me fecit“) aus Bronze gegossen. Wie durch ein Wunder überstand sie die beiden Weltkriege. 1917 und 1940 wurde sie zusammen mit den anderen Glocken abgenommen und an die Heeresverwaltung zum Einschmelzen abgegeben, wozu es aber nicht kam. Zwei Glocken des gleichen Typs und Meisters befinden sich in Theißen (Sachsen-Anhalt) und in Aschara (Thüringen), beide tragen die gleiche Inschrift und sind somit aus derselben Gießerwerkstätte hervorgegangen.
Die Theophilusglocke mit 30 cm Durchmesser und 43 cm Höhe ist eine kulturgeschichtlich und handwerklich wertvolle Arbeit. Ihr Name kommt nicht von einem Heiligen, sondern daher, dass sie zu den wenigen romanischen Glocken in Deutschland gehört, die so gegossen wurden, wie es bei Theophilus in der Schedula diversarum artium lib. II. cap. LXXXIV angegeben ist. Theophilus war ein kunstverständiger Benediktinermönch, der in der ersten Hälfte des 12. Jahrhunderts die Anfertigung der Glocken ausführlich beschrieb. Wie die Glocke nach Thurndorf kam, ist unbekannt.